# Jörg Rohde (Politiker)

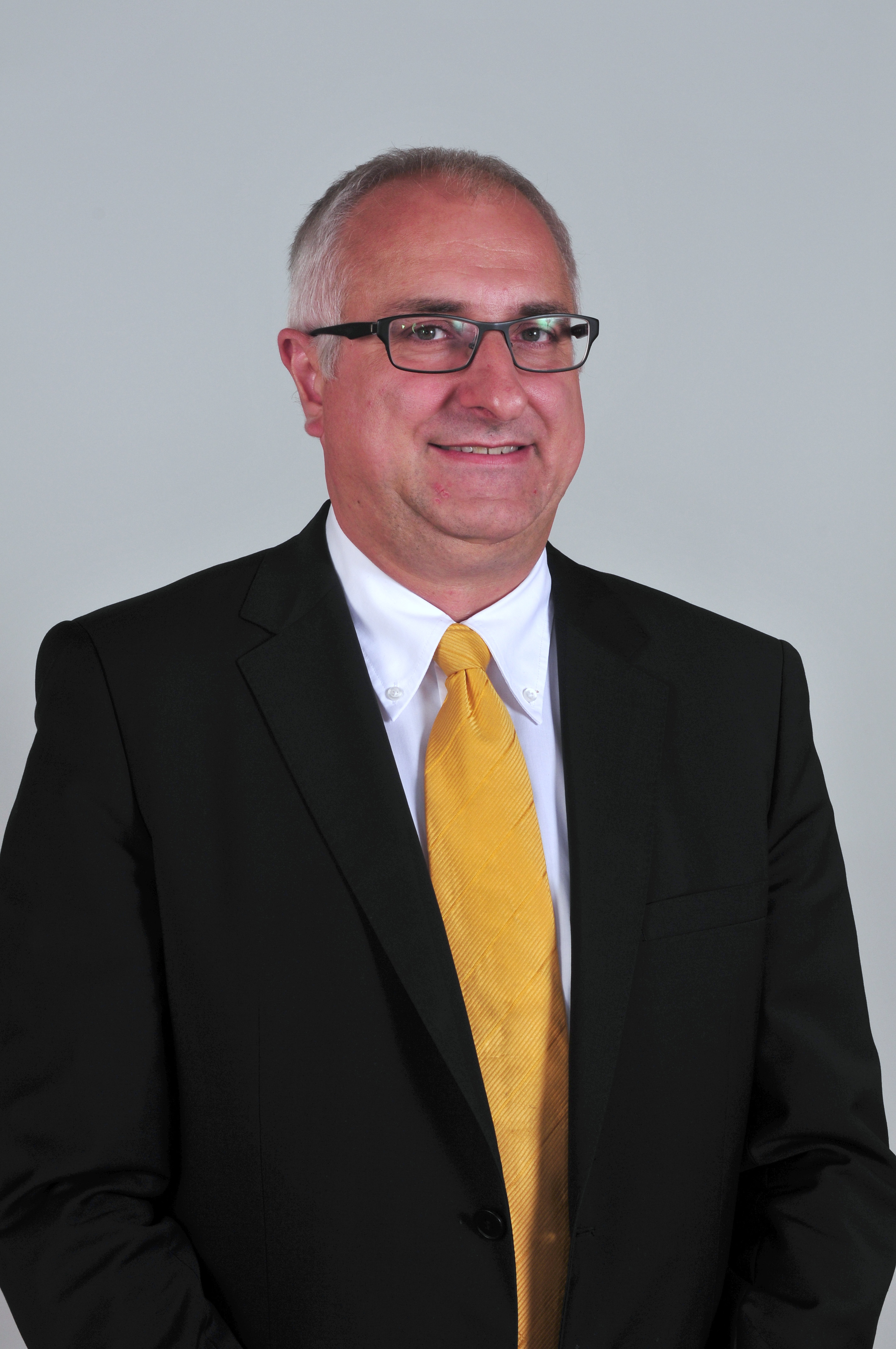
Jörg Rohde im Bayerischen Landtag, 2012

Jörg Rohde (* 6. April 1966 in Korschenbroich) ist ein deutscher Politiker (FDP).

## Leben
Nach dem Abitur 1985 in Mönchengladbach absolvierte Rohde ab 1986 ein Studium der Informatik an der Universität Erlangen, das er 1991 als Diplom-Informatiker beendete. 1992 begann er eine Tätigkeit bei der Siemens AG. Dort war er von 1994 bis 2005 für die Arbeitsgemeinschaft Unabhängiger Betriebsangehöriger (AUB) ehrenamtlicher Betriebsrat.
Jörg Rohde ist verheiratet.

## Partei
Rohde ist seit 1993 Mitglied der FDP. Er engagierte sich zunächst bei den Jungen Liberalen, deren Bezirksvorsitzender in Mittelfranken er 1994 und deren Landesvorsitzender in Bayern er 1995 war.
Jörg Rohde war von 2002 bis Ende 2013 Vorsitzender des FDP-Bezirksverbandes Mittelfranken.
Von 1998 bis 2007 war Rohde stellvertretender FDP-Landesvorsitzender in Bayern.

## Abgeordneter
Rohde war von 2005 bis 2008 Mitglied des Deutschen Bundestages. Dort war er Sprecher der FDP-Bundestagsfraktion für Sozialhilfepolitik und für Behindertenpolitik. Er war über die Landesliste Bayern in den Bundestag eingezogen. Sein Wahlkreis war Erlangen.
Bei der Landtagswahl 2008 kandidierte er erfolglos im Stimmkreis Neustadt an der Aisch-Bad Windsheim, Fürth-Land, wurde aber über die Bezirksliste Mittelfranken in den Bayerischen Landtag gewählt, dessen Vizepräsident er ab dem 20. Oktober 2008 war. Er war Sprecher für Vertriebenenpolitik seiner Fraktion und ist (Vorfahren stammen aus dem Landkreis Pyritz in Pommern) seit dem Jahre 2012 Mitglied der Pommerschen Landsmannschaft.
Nachdem die FDP bei der Landtagswahl in Bayern 2013 die Fünf-Prozent-Hürde nicht überwinden konnte, schied er aus dem Landtag aus. Sein Ausscheiden kommentierte er mit den Worten: „Ich bin nicht in die Politik gegangen, um etwas zu werden. Sondern weil ich schon was war, bin ich zur Politik gekommen.“